# 石原町 (太田市)
石原町（いしはらちょう）は、群馬県太田市にある地名（町丁）。郵便番号は373-0808。

## 概要
韮川地区にある町丁。

## 地理

### 近隣町丁
- 東長岡町
- 内ケ島町
- 下小林町
- 茂木町
- 台之郷町

## 世帯数と人口
2022年（令和4年）3月31日現在の世帯数と人口は以下の通りである。
| 町丁   | 世帯数  | 人口   |
| ------ | ------- | ------ |
| 石原町 | 915世帯 | 2025人 |

## 交通

### 鉄道
町内に鉄道は通っていない。

### 道路
- 国道122号

## 施設
- イオンモール太田